# Ministr rozvoje periferie, Negevu a Galileje
Ministr rozvoje periferie Negevu a Galileje (hebrejsky שר לפיתוח הפריפריה הנגב והגליל‎, sar le-pituach ha-periferja, ha-Negev ve-ha-Galil), je člen izraelské vlády, který stojí v čele ministerstva pro rozvoj periferie, Negevu a Galileje. 

## Historie
V minulosti toto portfolio spadalo pod ministra rozvoje. Tento post však v 70. letech nahradil ministr energetiky a infrastruktury (dnešní ministr energetiky a vodních zdrojů).
| jméno              | strana           | vláda    | funkční období              |
| ------------------ | ---------------- | -------- | --------------------------- |
| Šimon Peres        | Kadima           | 31.      | 10.01.2006 – 13.06.2007     |
| Ja'akov Edri       | Kadima           | 31.      | 04.07.2007 – 31.03.2009     |
| Silvan Šalom       | Likud            | 32., 33. | 31.03.2009 – 14.05.2015     |
| Arje Deri          | Šas              | 34., 35. | 14.05.2015 – 13.06. 2021    |
| Oded Forer         | Jisra'el bejtenu | 36.      | 13.06. 2021 – 22. 12. 2022  |
| Jicchak Wasserlauf | Židovská síla    | 37.      | 22. 12. 2022 – 21. 01. 2025 |
| Chajim Kac         | Likud            | 37.      | 23. 01. 2025 – 19. 03. 2025 |
| Jicchak Wasserlauf | Židovská síla    | 37.      | od 19. 03. 2025             |

| jméno          | strana | vláda | funkční období          |
| -------------- | ------ | ----- | ----------------------- |
| Ajúb Qará      | Likud  | 32.   | 31.03.2009 – 05.02.2013 |
| Mešulam Nahari | Šas    | 34.   | 27.09.2017 – 05.02.2013 |
| Jo'av Ben Cur  | Šas    | 35.   | od 25.05.2020           |